# ウィリアム・ヘイ (2002年生のラグビー選手)
ウィリアム・ヘイ（William Hay、2002年12月19日 - ）は、ラグビーユニオンの選手。サンゴリアスでは『ヘイ・ウィリアム』と表記されることもある。

## 略歴
ブリスベングラマースクール、クイーンズランド大学を経て、2022年、東京サントリーサンゴリアスに加入。
2024年2月17日に行われたJAPAN RUGBY LEAGUE ONE第7節埼玉ワイルドナイツ戦にて途中出場で日本での公式戦初出場を果たした。
2025年6月、東京サントリーサンゴリアスを退団した。